# Leopold Lažanský z Bukové
Hrabě Leopold Lažanský z Bukové (14. června 1808 Lvov – 7. listopadu 1860 Brno) byl moravský šlechtic z rodu Lažanských z Bukové, rakouský úředník a moravský místodržitel.

## Rodina
Pocházel z rodu Lažanských z Bukové. Narodil se jako mladší syn dvorského kancléře a moravskoslezského gubernátora hraběte Prokopa Lažanského. Jeho matka baronka Tereza Bretfeldová z Kronenburgu byla dcerou rektora Karlovy univerzity Josefa Bretfelda, sestrou rektora Vídeňské univerzity Františka Leopolda Bretfeld-Chlumčanského a neteří pražského arcibiskupa Václava Leopolda Chlumčanského z Přestavlk.

## Kariéra
Po dokončení studií na univerzitách ve Vídni a v Praze vstoupil roku 1829 do státních služeb a stal se nejprve koncipistou haličského gubernia ve Lvově, poté neplaceným guberniálním sekretářem ve Štýrském Hradci.
V roce 1836 se vrátil do Lvova na místo systematizovaného guberniálního rady, zasloužil se o vybudování městského parku ve Lvově. V roce 1842 se stal olomouckým krajským hejtmanem. V letech 1844–1847 se nakrátko vrátil do Haliče, kde se stal viceprezidentem tamního gubernia.
V roce 1847 byl jmenován viceprezidentem moravskoslezského gubernia (protože nebyl jmenován gubernátor, stál až do zrušení úřadu v roce 1849 v jeho čele), poté se stal moravským místodržitelem. Z titulu funkce předsedy zemského výboru byl i moravským zemským hejtmanem. Během revoluce v roce 1848 se mu podařilo udržet na Moravě klid do té míry, že sem mohl být přenesen na čas z Vídně i Říšský sněm. V době padesátých let působil na Moravě v konzervativně absolutistickém duchu.
V roce 1833 byl jmenován císařským komořím. Byl také vyznamenán velkokřížem Leopoldova řádu a Řádem železné koruny. V letech 1860–1939 po něm bylo pojmenováno dnešní Moravské náměstí v Brně, kde stojí jeho pomník.